# روز زبان‌های اروپا
روز زبان‌های اروپا طبق اعلام شورای اروپا برابر با ۲۶ سپتامبر در نظر گرفته شده‌است. این روز در ششم سپتامبر سال ۲۰۰۱ در پایان سال زبان‌های اروپا که به‌طور مشترک توسط شورای اروپا و اتحادیه اروپا برای تشویق به آموزش زبان سازماندهی شده بود، انتخاب شد.

## زبان‌های اروپا

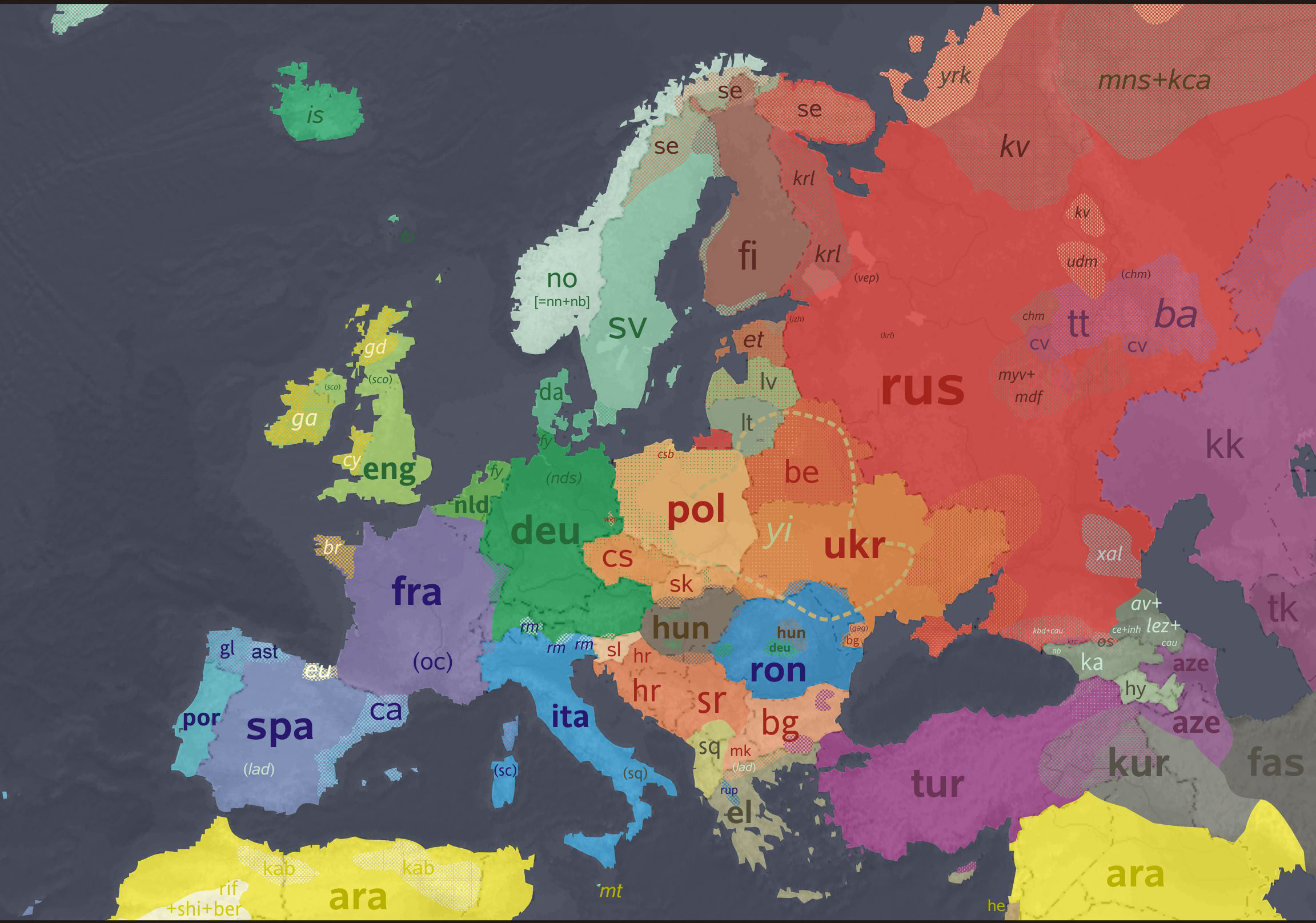
تفکیک مناطق اروپایی زبان

امروزه حدود ۲۲۵ زبان در اروپا رایج است که تقریباً ۳٪ از زبان‌های دنیا را شامل می‌شود. بیشتر زبان‌های اروپایی از خانواده زبان‌های هندواروپایی هستند. تا پایان قرن هجدهم، گسترده‌ترین زبان اروپا (هم از لحاظ گستره جغرافیایی هم از لحاظ شمار گویشوران) زبان فرانسوی بود که در آن زمان جای خود را به زبان روسی داد. با احتساب گویشوران بومی، تقریباً ۱۵۰ میلیون اروپایی روزانه به زبان روسی صحبت می‌کنند و پس از آن زبان‌های آلمانی (حدود ۹۵ میلیون)، ترکی استانبولی (حدود ۸۰ میلیون)، انگلیسی و فرانسوی (هرکدام ۶۵ میلیون)، ایتالیایی (حدود ۶۰ میلیون)، اسپانیایی و لهستانی (هرکدام ۴۰ میلیون)، اوکراینی (۳۰ میلیون) و رومانیایی (۲۶ میلیون) قرار دارند. تا آنجا که به مطالعات زبان خارجی مربوط می‌شود، انگلیسی در حال حاضر محبوب‌ترین زبان خارجی در اروپا است و پس از آن آلمانی، فرانسوی، ایتالیایی، روسی و اسپانیایی قرار دارند.